# Digonogastra sicuaniensis
Digonogastra sicuaniensis är en stekelart som först beskrevs av Szepligeti 1904.  Digonogastra sicuaniensis ingår i släktet Digonogastra och familjen bracksteklar. Inga underarter finns listade i Catalogue of Life.